# Antoni Łyżwański
Antoni Łyżwański (ur. 12 czerwca 1904 w Kopyłowie pod Hrubieszowem, zm. 11 czerwca 1972 w Warszawie) – polski malarz, grafik i fotograf, profesor Akademii Sztuk Pięknych w Warszawie.

## Życiorys
Syn Adolfa. Uczęszczał do gimnazjum w Łucku na Wołyniu, maturę uzyskał w Brześciu nad Bugiem. W latach 1924–1939 studiował malarstwo u Tadeusza Pruszkowskiego w ASP w Warszawie oraz architekturę na Politechnice Lwowskiej (1930–1931) i  Politechnice Warszawskiej (1931–1932). Między 1932 a 1934 odbywał podróże studyjne i praktyki we Francji i Anglii. Był pilotem Aeroklubu Akademickiego w Warszawie i żeglarzem Yachtingu Morskiego w Gdyni. W latach 1947–1948 wykładał w Wyższym Studium Filmowym / Wyższej Szkole Filmowej w Łodzi, a w roku 1949 kierował Ogniskiem Kultury Plastycznej w Warszawie. W 1929 roku ukończył kurs pilotażu w Aeroklubie Warszawskim.
Od roku 1950 do końca życia był profesorem warszawskiej Akademii Sztuk Pięknych, jej prorektorem (1950–1955) i dziekanem Wydziału Grafiki (1960–1972).
Należał do ugrupowań artystycznych: Szkoła Warszawska (1929–1939), Powiśle (1947–1960), Grupa Realistów (1961–1972).
Był członkiem Bloku Zawodowych Artystów Plastyków (1934–1939), jednym ze współorganizatorów Okręgu Warszawskiego Związku Polskich Artystów Plastyków (1945–1972) oraz członkiem założycielem Związku Polskich Artystów Fotografików (1947–1972).
Ożenił się z pielęgniarką Nonną z Duninów I voto Lipińską (1903–1986).
Zmarł w Warszawie, pochowany na cmentarzu Wojskowym na Powązkach (kwatera B32 dod-22-6).

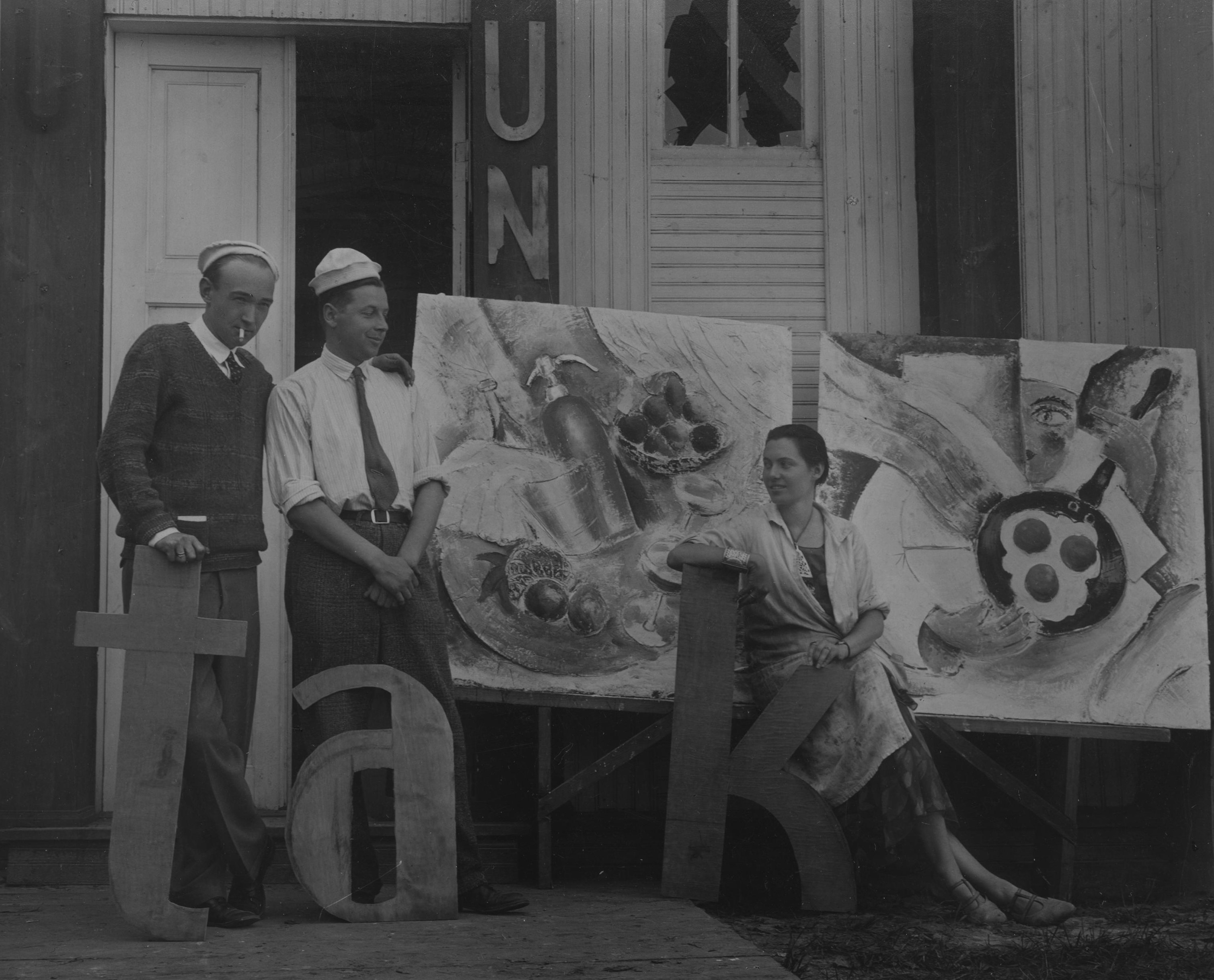
Targi Wołyńskie w Równem (przed 1939). Od lewej: stoją malarze Aleksander Jędrzejewski i Antoni Łyżwański, siedzi – Jadwiga Przeradzka.

## Ordery i odznaczenia
- Order Sztandaru Pracy (1972)
- Krzyż Komandorski Orderu Odrodzenia Polski (1964)
- Krzyż Kawalerski Orderu Odrodzenia Polski (11 lipca 1955)[4]
- Złoty Krzyż Zasługi (22 lipca 1952)[5]
- Medal 10-lecia Polski Ludowej (19 stycznia 1955)[6]
- Odznaka „Zasłużony Działacz Kultury” (1968)
- Złota Odznaka „Za opiekę nad zabytkami” (1965)

## Przypisy

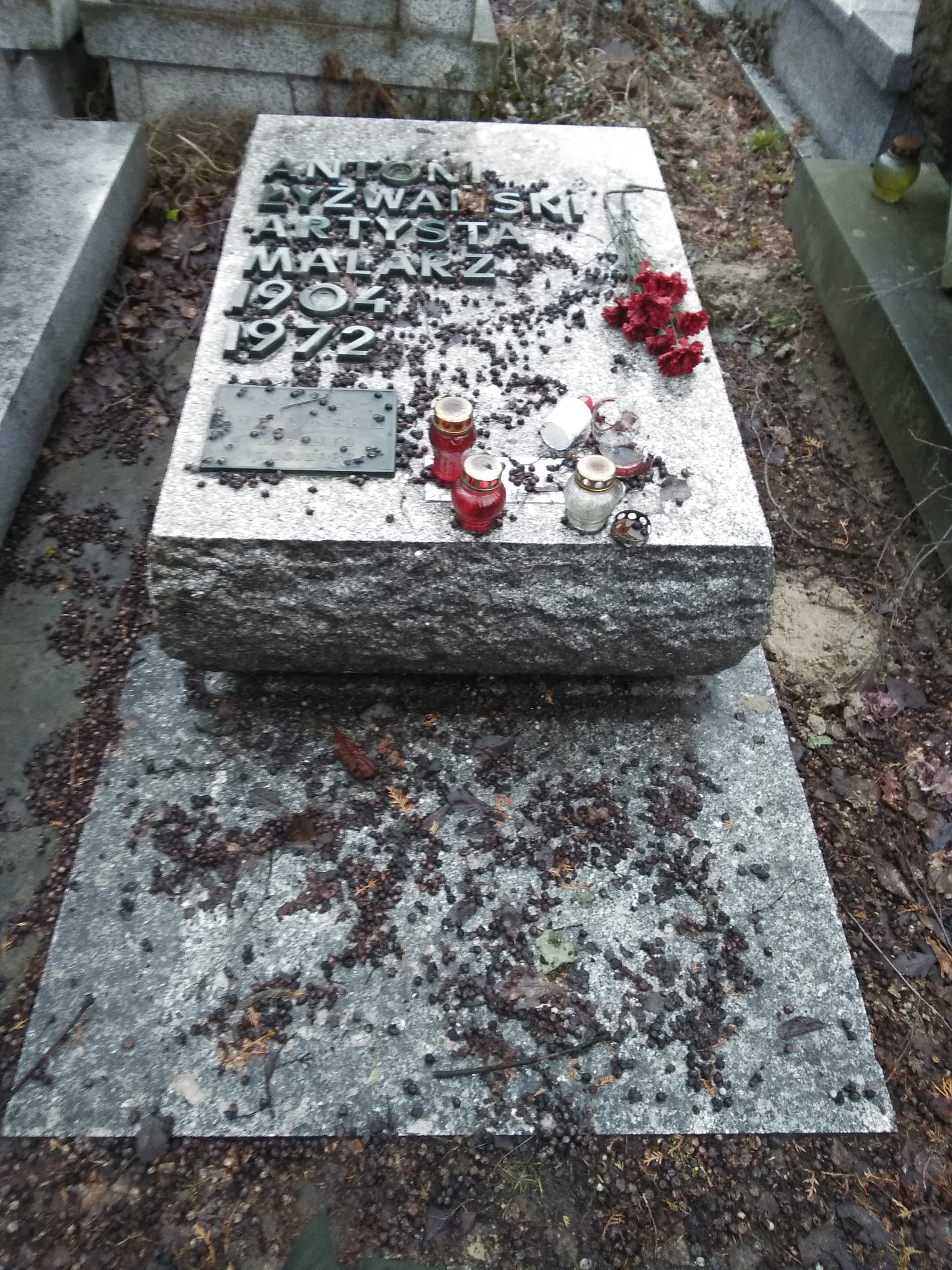
Grób Antoniego Łyżwańskiego na cmentarzu Wojskowym na Powązkach